# La Vallée (Haiti)
La Vallée (em crioulo, Lavale), é uma comuna do Haiti, situada no departamento do Sudeste e no arrondissement de Jacmel. De acordo com o censo de 2003, sua população total é de 36.188 habitantes.